# Kommissar Marthaler – Ein allzu schönes Mädchen
Kommissar Marthaler – Ein allzu schönes Mädchen ist ein deutscher Fernsehfilm aus dem Jahr 2015 und die 3. Folge der Reihe Kommissar Marthaler. Der für das ZDF produzierte Kriminalfilm basiert auf dem gleichnamigen Roman aus der Marthaler-Krimireihe von Jan Seghers und wurde zusammen mit dem Folgefilm Kommissar Marthaler – Engel des Todes gedreht. Regie führte erneut Lancelot von Naso, der das Drehbuch zusammen mit Kai-Uwe Hasenheit verfasste. Der Film spielt in Frankfurt am Main, wurde auch dort sowie in Berlin und Saarbrücken gedreht und handelt von einem schönen jungen Mädchen, das sich an den Männern, die sie missbraucht hatten, rächt.

## Handlung
Spät abends fährt ein Auto durch die elsässischen Vogesen. Es kommt von der Straße ab und überschlägt sich mehrmals. Nach dem Unfall steigt eine weibliche Person unverletzt als einzige aus dem Unfallwagen und verschwindet in der Dunkelheit.
Drei Jahre später wird Kommissar Marthaler, der eigentlich mit seiner schwangeren Freundin Tereza Urlaub machen wollte, zu einem Mord an einem Autobahnbrückenpfeiler gerufen. Das Opfer wurde erstochen und von einem Fahrradfahrer gefunden. Dieser gibt an, dass er einen roten Alfa Romeo am Tatort gesehen habe und er sich auch das Kennzeichen merken konnte. Das führt zunächst zu Jörg Gessner, einem als Zuhälter bekannten Mann, doch nachweislich hat dieser den Wagen gerade weiterverkauft: an einen Bräutigam, der mit dem Auto zuvor mit zwei Freunden eine Spritztour durch Deutschland gemacht hatte und nun tot an dem Brückenpfeiler gefunden wurde. Marthaler und sein Team erkundigen sich auf dem Standesamt und erfahren so, dass auch der Trauzeuge des Bräutigams, Pepe Bartozek, nicht aufgetaucht ist. Es ist davon auszugehen, dass er einer der Mitfahrer aus dem Alfa ist.
Polizeioberrat Herrmann hat den Zuhälter Gessner im Visier und lässt einen Haftbefehl ausstellen. Doch bevor die eingeleitete Großfahndung beginnen kann, taucht Gessner zusammen mit seinem Anwalt in Marthalers Büro auf und gibt eine freiwillige Zeugenaussage zu Protokoll, die ihn entlasten soll. Trotzdem wird er in Haft genommen.
Am nächsten Morgen wird der verschwundene Alfa Romeo in einem Baggersee gefunden; mit dem zweiten Mordopfer des Trios. Das veranlasst Marthaler und Kai Döring, die Clubs im Frankfurter Rotlichtmilieu „abzugrasen“, ob die drei Freunde dort gefeiert hatten. Das bringt einen Erfolg, denn hier wurden die drei Männer kurz gesehen. Inzwischen wird der flüchtige Pepe Bartozek gefunden, kann aber erneut fliehen, als zwei Polizeibeamte ihn stellen wollen. Dabei gelingt es Bartozek, eine der Dienstwaffen an sich zu reißen.
Petersen sieht sich indessen den Kaufvertrag des Alfa Romeos näher an, und anhand des Kilometer- und des Benzinstandes kann das Team die Suche für die Junggesellenabschiedstour eingrenzen. In einer Tankstelle können Marthaler und Petersen Überwachungsaufnahmen einsehen und erkennen eine Frau im Auto. Auf der Fahrt zurück nach Frankfurt erhalten sie die Nachricht, dass Pepe Bartozek im Einkaufszentrum myZeil aufgespürt wurde und nun hier mit Waffengewalt eine Geisel genommen hat. Marthaler redet auf ihn ein, doch Bartozek beschwört, kein Mörder zu sein. Vom SEK in die Enge getrieben, nimmt er sich durch einen Sprung vom obersten Stockwerk das Leben. Polizeioberrat Hermann hält damit den Fall für gelöst, was jedoch Marthaler und sein Team anders sehen.
Marthaler bekommt durch einen internen Aufruf von einem Kollegen aus Saarbrücken den entscheidenden Hinweis auf die Frau. Manon Schumann ist seit drei Jahren als vermisst gemeldet, nachdem der Wagen, in dem sie saß, in den elsässischen Vogesen einen Unfall hatte. Ihr Vater und weitere Familienmitglieder kamen dabei ums Leben. Ein anonymes Schreiben, an das Marthaler gelangt, lässt den Schluss zu, dass der Vater den Unfall absichtlich und aus Verzweiflung herbeigeführt haben könnte. Marthaler geht den Anschuldigungen nach, die in dem Schreiben gegen Schumann erhoben wurden. Demnach soll er seine Tochter, die überaus schön gewesen sein soll, missbraucht haben.
Als eine weitere erstochene Person, diesmal ein Journalist, in einem Hotel gefunden wird, leitet Marthaler eine Großfahndung ein. Aufgrund der Information aus Saarbrücken verdächtigt er Manon Schumann, für die Morde verantwortlich zu sein. Nach einer langen Recherche erfährt Marthaler den letzten Aufenthaltsort der inzwischen 19-jährigen Manon Schumann im Elsass und findet dort deren Tagebücher. Sie selber kann am Frankfurter Hauptbahnhof gestellt werden. Sie verweigert jegliche Aussage und wird am Ende in eine psychiatrische Klinik gebracht, da man nicht weiß, ob sie bei den Morden zurechnungsfähig gewesen ist. Nachdem Marthaler Manons Tagebücher gelesen hat, ist er sicher, dass die Anschuldigungen gegen ihren Vater den Tatsachen entsprechen und sie selber psychisch massiv gestört ist. Von Manons Freund erfährt der Kommissar, dass die Männer auf ihrer Junggesellentour Manon aufgelesen und sie vergewaltigt hätten, woraufhin sie sich auf ihre Art gewehrt hätte. Auch der Journalist im Hotel sei ihr zu nahegekommen, was sie nicht ertragen konnte.
Marthalers und Terezas Beziehung gerät erneut ins Wanken, doch sie versöhnen sich am Ende in Carlos Restaurant, wo Marthaler Tereza einen Heiratsantrag macht, den sie annimmt.

## Hintergrund
Nachdem Kommissar Marthaler – Partitur des Todes quotenmäßig erneut erfolgreich im ZDF lief, wurde eine Fortsetzung beschlossen. Die Dreharbeiten liefen von Ende April bis Ende Juli an und wieder wurde in Frankfurt und Berlin gedreht. Dieses Mal wurden zwei Filme gleichzeitig gedreht, darunter auch Kommissar Marthaler – Engel des Todes.
Die Verfilmungen der Kriminalromane von Jan Seghers erfolgten anfangs nicht in der Reihenfolge, wie sie vom Autor geschrieben wurden. So wurde der Film Kommissar Marthaler – Ein allzu schönes Mädchen, der auf dem ersten Roman Seghers basiert, erst als dritter Film der Marthaler-Reihe produziert. Um sich der zeitlichen Reihenfolge anzupassen, wurden deshalb einige Handlungszüge geändert, da Marthalers Freundin zu diesem Zeitpunkt noch nicht schwanger war.  Am 1. Mai 2015 hatte Kommissar Marthaler – Ein allzu schönes Mädchen seine Fernsehpremiere auf arte und wurde am 12. Oktober 2015 im ZDF ausgestrahlt.

### Nebenhandlung
Robert Marthaler hat weiterhin Beziehungsprobleme mit seiner Freundin Tereza. Sie trifft sich mehrmals mit einem unbekannten Mann, der ihre Herkunftssprache spricht, und bleibt mehrmals spät abends weg. Das macht Marthaler eifersüchtig und sorgt sogar für eine kurzzeitige Beziehungspause zwischen den beiden, als er die beiden, im Zuge der Ermittlungen, spätnachts zusammen sieht. Darauf angesprochen erklärt Tereza, dass es sich dabei um Ludwig Slama handeln würde, ihren Ex-Freund aus Studienzeiten.

## Kritik
Die Frankfurter Allgemeine Zeitung schrieb: „Wer es gern kompliziert mag und gern bis zur letzten Minute rätselt, ob nun der dritte oder vierte Verdächtige der Schuldige sein könnte, ist bei ‚Kommissar Marthaler‘ an der richtigen Adresse. Er kann die Haftbefehle gar nicht so schnell beantragen, wie das zwielichtige Personal wechselt. Wobei der Untersuchungsrichter vielversprechende Figuren mit Vorliebe zur falschen Zeit wieder nach Hause schickt. Damit Marthaler und seine Kollegen ihnen aufs Neue nachjagen. So etwas kann ganz schön anstrengend werden. Zum Glück gibt es zum Schluss bei Carlos, dem Mann von der Spurensicherung, der abends ein italienisches Restaurant führt, einen Grappa. Marthaler hat ihn meist nötig.“
Harald Keller von tittelbach.tv wertete: Kommissar Marthaler – Ein allzu schönes Mädchen sei „allenfalls als Beispiel für einen besonders schlechten Krimi: papieren die Dialoge, umständlich die Interaktion und alles viel zu sehr auf Effekt gebürstet!“ Die Fernsehzuschauer scheinen dies ebenso gesehen zu haben, denn nur 3,91 Mio. Zuschauer wohnten dem Krimi bei.